# Escal-Vigor
Escal-Vigor je roman belgijskog pisca Georgesa Eekhouda, objavljen 1988. godine. Smatra se jednim od najznačajnijih djela ovog autora, ponajprije zbog činjenice da je to jedan od prvih modernih romana koji se bave temom homoseksualnosti.

## Kratak sadržaj
Grof Henry de Kehlmark pronalazi utočište na obiteljskom imanju (čiji se dvorac zove Escal-Vigor) smještenom na otoku Smaragdisu. Tamo upoznaje Guidona Govaertza, sina jednog seljaka, kojeg okolina smatra delinkventom. 
Henry i Guidon zaljube se jedan u drugoga, a Eekhoud opisuje njihovu ljubav kao platonsku, kao spajanje dvaju sestrinskih duša očaranih istim kultom ljepote. Osjetivši se ugroženim, Henry i Guidon namjeravaju otići sa Smaragdisa u društvu Blandine, zaposlenice u dvorcu i stare Henryjeve ljubavnice, ali ih stanovnici otoka ubiju na dan Proštenja.

## Problematika i značaj
Kada je  Escal-Vigor objavljen 1899., bio je smatran skandaloznim. Sudski postupak bio je proveden protiv Eekhouda, s optužbom da sadržajem svog romana vrijeđa tradicionalne vrijednosti. Escal-Vigor prvo je književno djelo na francuskom jeziku u kojem je motiv muške ljubavi u središtu zapleta. Autor je pri obrađivanju teme posebnu pozornost posvetio opisivanju osjećaja likova. Kao i većina likova u njegovim djelima, dvoje ljubavnika doživljava tragičnu sudbinu u kojoj ih smrt sjedinjuje i omogućava im bijeg od stvarnosti. 
U ovom djelu Eekhoud odstupa od struje misli toga doba, prema kojoj se homoseksualnost smatra „perverzijom patološke prirode“. Krajem 19. stoljeća homoseksualnost je stigmatizirana i osuđivana. Međutim, u Escal-Vigoru ljubavnici se ne srame svoje homoseksualnosti te u njoj ne vide ni grijeh, ni zločin. 
Uz osuđivanja s medicinskog stajališta, u djelu se mogu pronaći i stavovi koji, dobronamjerno, nastoje razumjeti homoseksualnost i ne osuđivati „žrtvu“. Prema takvim stavovima, homoseksualnost se ne smatra zločinom, nego bolešću. Time je osuđivanje zamijenjeno sažaljenjem. Lik Henryja uzvraća odbijanjem činjenice da ga itko žali jer on u svojoj seksualnosti ne vidi nikakvu inferiornost.
Likovi su također suočeni s činjenicom da se osuđuje njihova nemogućnost, ali i odbijanje, prokreacije. Naime, život bez prokreacije se u to doba smatrao životom za sebičan užitak bez doprinosa društvu.